# Verkehrsstrom
Der Verkehrsstrom definiert sich in der Verkehrsplanung als die Anzahl von Ortsveränderungen zwischen zwei Punkten während einer bestimmten Zeitspanne. Ausgehend von der Quelle {\displaystyle i} führt er zum Ziel {\displaystyle j} und wird daher mit dem Zeichen {\displaystyle v_{ij}} abgebildet.
Aus der Anzahl der Einzelelemente eines Verkehrsstromes kann sowohl die Verkehrsstärke als auch die Verkehrsdichte berechnet werden.

## Arten
Bezieht sich der Verkehrsstrom auf ein bestimmtes Gebiet (beispielsweise eine Verkehrszelle oder einem Kordon in einem Planungs- oder Untersuchungsgebiet), so lassen sich hinsichtlich der Richtung des fließenden Verkehrs folgende Verkehrsstromarten unterschieden:
|  | Zielverkehr oder einstrahlender Verkehr umfasst Ortsveränderungen, die außerhalb beginnen und im betrachteten Gebiet enden. |
|  | Quellverkehr oder ausstrahlender Verkehr umfasst Ortsveränderungen, die im betrachteten Gebiet beginnen und außerhalb enden. |
|  | Außenverkehr umfasst Ortsveränderungen, die zwischen Quellen und Zielen außerhalb des betrachteten Gebietes stattfinden. |
|  | Durchgangsverkehr (Durchzugsverkehr) umfasst Ortsveränderungen, die durch das betrachtete Gebiet hindurchführen und außerhalb beginnen und enden. |
|  | Gebrochener Durchgangsverkehr umfasst Ortsveränderungen, die außerhalb beginnen und enden sowie durch das betrachtete Gebiet mit einem kleinen untergeordneten Aufenthalt hindurchführen.                                                                                                 |
|  | Rückfließender Zielverkehr ist eine Folge von Ortsveränderungen, deren erste Ortsveränderung im betrachteten Gebiet endet und deren letzte Ortsveränderung zum Ausgangspunkt der ersten Ortsveränderung zurückführt.                                                                      |
|  | Rückfließender Quellverkehr ist eine Folge von Ortsveränderungen, deren erste Ortsveränderung im betrachteten Gebiet beginnt und deren letzte Ortsveränderung zum Ausgangspunkt der ersten Ortsveränderung zurückführt.                                                                   |
|  | Binnenverkehr umfasst Ortsveränderungen, die nur innerhalb des betrachteten Gebietes stattfinden. |
|  | Anlieger-/Anrainer-/Anstößerverkehr umfasst Ziel-, Quell- und Binnenverkehr und gebrochenen Durchgangsverkehr, also alle Verkehrsströme ohne dem Außenverkehr und dem reinen Durchgangsverkehr im engeren Sinne (Anlieger bezieht sich dabei sowohl auf die Akteure wie das Verkehrsziel) |

## Verwendung

### Bauliche Aspekte

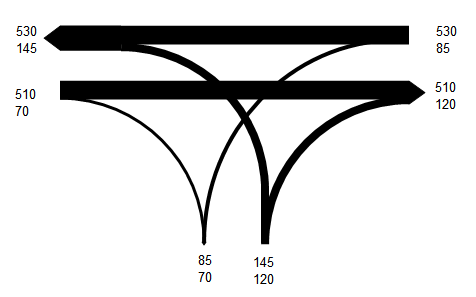
Strombelastungsplan einer Einmündung

Innerhalb von Straßenverkehrsknotenpunkten existieren Verkehrsströme für alle genutzten Fahrbeziehungen (Kreuzungsvorgang). Eine normale vierarmige Kreuzung kennt insgesamt zwölf verschiedene Fahrzeugverkehrsströme: von Nord geradeaus nach Süd, von Nord rechts abbiegend nach West, von Nord links abbiegend nach Ost, von West geradeaus nach Ost und so weiter.
Auch von Fußgängern genutzte Verkehrsbeziehungen werden als Verkehrsstrom bezeichnet. Existiert an einer vierarmigen Kreuzung über jeden der Arme jeweils eine Fußgängerfurt, so spricht man von insgesamt acht Fußgängerverkehrsströmen; es wird nach Gehrichtung unterschieden. Gleiches gilt für vom übrigen Verkehr getrennte signalisierte Radfahrer oder öffentliche Verkehrsmittel.
Einen Verkehrsstrom, der ein Signal zu beachten hat, heißt „signalisierter Verkehrsstrom“. Als „räumend“ wird ein signalisierter Verkehrsstrom in den ersten Sekunden nach dem Ende seiner Freigabezeit bezeichnet, „einfahrend“ nennt man ihn dann, wenn seine Freigabezeit soeben begonnen hat.
Verkehrsströme, die nach links oder rechts abbiegen, werden als „Abbiegeströme“ bezeichnet. Bevorrechtigte Verkehrsströme werden Hauptströme, wartepflichtige Verkehrsströme als Nebenstrom bezeichnet.

### Verkehrsleitung und Regelungstechnik
Für verkehrsabhängige Regelverfahren von Straßenverkehrsknotenpunkten wird der Verkehrsstrom zur „Abbildung einer beobachtbaren Klasse von Verkehrsteilnehmern“ verwendet. Sofern sich beispielsweise Busse unabhängig vom übrigen Verkehr detektieren lassen (mit speziellen Busdetektoren), können Busse einen eigenen Verkehrsstrom bilden, obwohl sie denselben Fahrstreifen wie der übrige Verkehr benutzen. Diese Trennung ermöglicht es dem Regelverfahren, Busse am Signal mit einer höheren Priorität (ÖPNV-Bevorrechtigung) als den übrigen Verkehr zu behandeln, auch wenn kein spezielles Signal für die Busse vorhanden ist.
Beispiel für ein solches Regelverfahren ist VS-PLUS.

### Verkehrsplanung
In Verkehrsnachfragemodellen werden Verkehrsströme als die Quelle-Ziel-Beziehungen zwischen den Verkehrszellen bezeichnet, also etwa einem Ort, einer Region oder nur einer Wohngegend. So entscheidet beispielsweise das Verhältnis von reinem Durchzugsverkehr zu Anliegerverkehr, ob eine Ortsumfahrung für ersteren angebracht wäre.
Verkehrsströme können u. a. in Verkehrsstrommatrizen abgebildet werden.